# Sojoez TMA-20
Sojoez TMA- 20 (Russisch: Союз ТМА-20) was een missie naar het Internationaal ruimtestation ISS. Het lanceerde drie bemanningsleden van ISS Expeditie 26. TMA-20 was de 108e vlucht van een Sojoez-ruimteschip, na de eerste lancering in 1967. De Sojoez bleef aan het ISS gekoppeld voor de duur van expeditie 26 en dient als reddingsschip. Het werd gelanceerd op 15 december 2010.

## Bemanning
De bemanning van TMA-20 werd bekendgemaakt op 21 november 2008

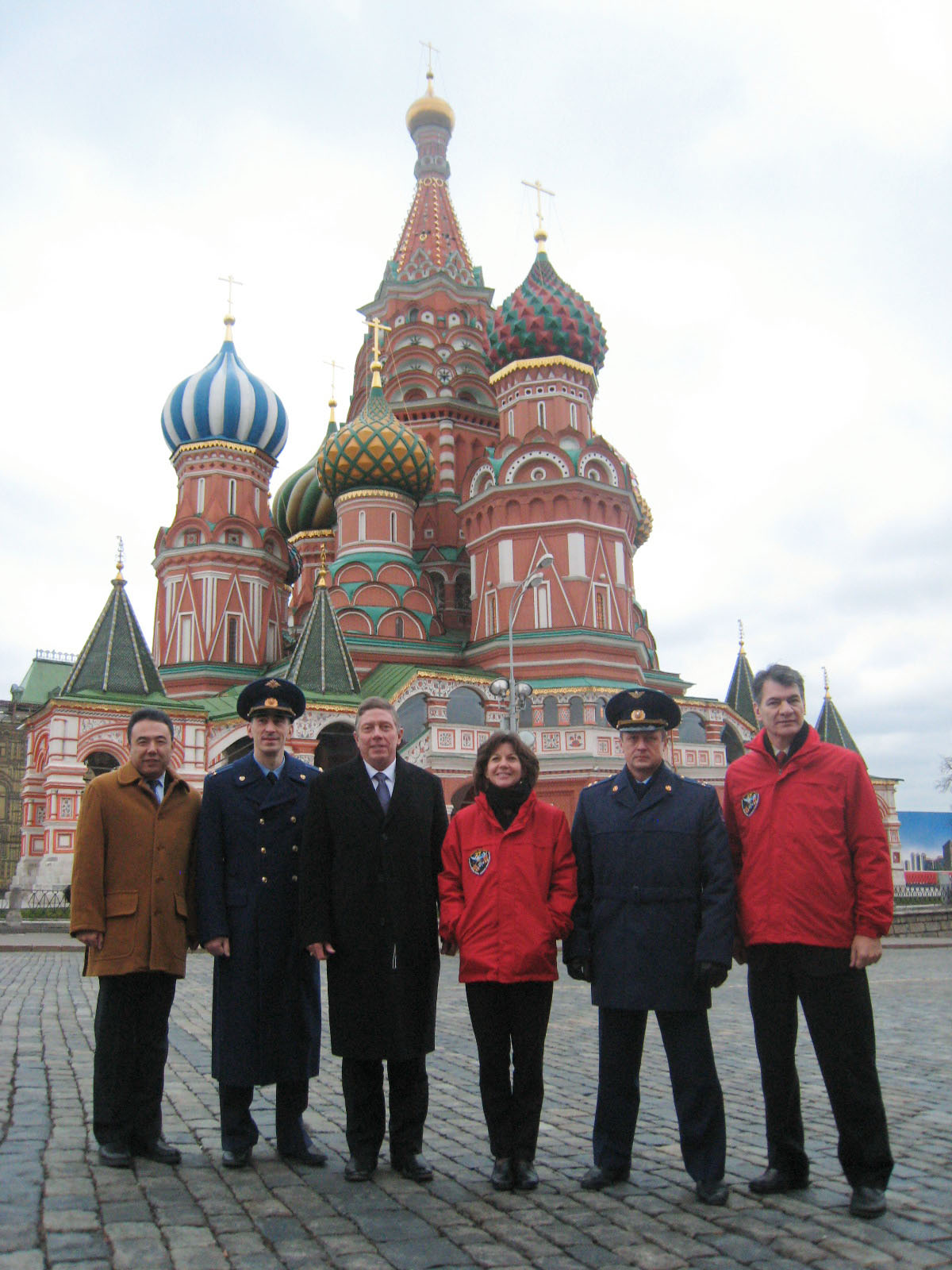
De hoofd en reservebemanning van Sojoez TMA-20 tijdens hun ceremoniële tour op het Rode plein op 26 november 2010.

- Dmitri Kondratjev (1) - Bevelhebber
- Catherine Coleman (3) - Piloot 1
- Paolo Nespoli (2)- Piloot 2

### Reservebemanning
- Anatoli Ivanisjin (1) - bevelhebber
- Satoshi Furukawa (1) - Piloot 1
- Michael Fossum (3) - Piloot 2